# Ebaeides perakensis
Ebaeides perakensis är en skalbaggsart som beskrevs av Stefan von Breuning 1959. Ebaeides perakensis ingår i släktet Ebaeides och familjen långhorningar. Inga underarter finns listade i Catalogue of Life.